# Tarsiiformes
I Tarsiformi (Tarsiiformes Gregory, 1915) sono un infraordine di Primati del sottordine degli Haplorrhini.

## Tassonomia
All'infraordine vengono ascritti i comuni tarsi e gli estinti omomidi; lo status tassonomico di questi ultimi è tuttavia ancora controverso, con studiosi propensi a piazzarli come aplorrini non tarsiiformi e altri che preferirebbero spostarli al di fuori degli aplorrini, in un gruppo correlato agli adapidi.
- Sottordine Haplorrhini
  - Infraordine Tarsiiformes (Tarsiformi)
    - Superfamiglia Tarsioidea
      - Famiglia Tarsiidae (Tarsidi) (11 specie)
      - Famiglia Omomyidae † (nessuna specie vivente)

## Alcune specie

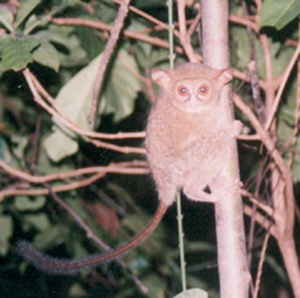
Tarsius tarsier
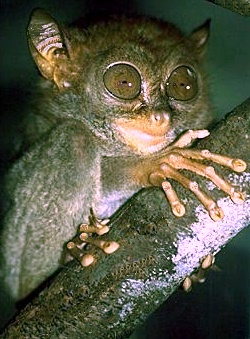
Carlito syrichta
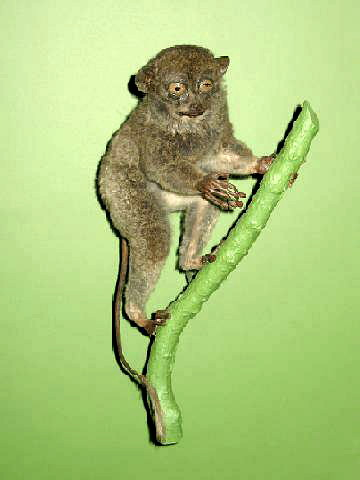
Cephalopachus bancanus